# جاك سادول (سياسي)
جاك نوما سادول، المعروف باسم النقيب سادول (22 مايو 1881-18 نوفمبر 1956)، محامي، وسياسي شيوعي، وكاتب فرنسي، وأحد مؤسسي الشيوعية الدولية. بدأ حياته المهنية في القسم الفرنسي من الأممية العمالية في فيين، وبحلول الحرب العالمية الأولى، عمل تحت قيادة ألبرت توماس، وزير التسلح. كان نقيبًا في الجيش الفرنسي، ومبعوثًا لتوماس إلى الجمهورية الروسية، حيث ظل على اتصال مع الأوساط الاشتراكية ووجهها نحو قوى الوفاق. بعد ثورة أكتوبر، حافظ على اتصالات وثيقة مع البلاشفة، وتعهد بدعمهم ضد القوى المركزية خلال أزمة 1917-1918. لم يكن قادرًا على منع روسيا البلشفية من توقيع معاهدة بريست ليتوفسك، التي أخرجتها من الحرب، ولكن بعد أن أقام اتصالات وثيقة مع ليون تروتسكي وغيره من القادة الشيوعيين، أصبح هو نفسه شيوعيًا.
اختار سادول عدم العودة إلى فرنسا خلال الحرب الأهلية الروسية، وشارك في تأسيس المجموعة الشيوعية الفرنسية في روسيا، والقتال من أجل السيطرة عليها ضد بيير باسكال وهنري جيلبو. أرسِل إلى أوكرانيا للمساعدة في تشكيل الجيش الأحمر، وهناك حرض على التمرد بين قوات التدخل الفرنسية، ثم إلى ألمانيا، حيث أنشأ خلايا شيوعية. توسط سادول أيضًا بين القسم الدولي والفرنسي من الجناح اليساري للعمال الدوليين، وجذب أعضاء لما أصبح الحزب الشيوعي الفرنسي، وساهم بمقالات عقائدية في لوميتي. حكمت عليه محكمة عسكرية فرنسية بالإعدام غيابيًا، في حين قدمه القسم الفرنسي من الأممية العمالية، رمزيًا، كمرشح لانتخابات عام 1919.
عاد سادول أخيرًا إلى فرنسا عام 1924، وبُرئ بعد إعادة المحاكمة، وظل في قلب الجدل. انضم إلى الحزب الشيوعي الفرنسي، لكنه فشل في الفوز بأي انتخابات، وهمشته قيادة الحزب عمومًا. كان مدافعًا ستالينيًا ومراسلًا لإزفستيا في ثلاثينيات القرن العشرين، وساعد الاتحاد السوفيتي في الحفاظ على اتصالاته مع المؤسسة الفرنسية، ومثّل المصالح السوفيتية في فرنسا. تعرض لضغوط من أجل التواطؤ مع فرنسا الفيشية خلال الحرب العالمية الثانية، لكنه عاد علانية إلى الشيوعية في عام 1944، وأنهى حياته المهنية في السياسة كرئيس لبلدية سانت ماكسيم.

## سيرته الذاتية

### المجموعة الشيوعية الفرنسية
مثل الأمريكي أوليفر إم. سايلر، كان سادول من أوائل المراقبين الأجانب الذين قارنوا بين الثورتين البلشفية والفرنسية، مبررًا هلاك البيض والاشتراكيين الثوريين وغيرهم من «دمى الوفاق»، باعتبارهما منفعة سياسية ضد الثورة المضادة. أشار إلى أن «الاستبداد» البلشفي يفضل إما اللاسلطوية أو الديمقراطية الليبرالية. في رسالته إلى رولاند، أشار إلى التمرد البلشفي على أنه «الابنة الكبرى» لانتفاضة فرنسا عام 1789. مثل هذا التنظير لم يخمد شكوك البلاشفة: لينين «لم يفكر كثيرًا» في سادول، واكتفى بالإشارة إليه على أنه عميل «الإمبريالية الفرنسية». يدعي فوشر أن تروتسكي وغيره من البلاشفة رفيعي المستوى «تحدثوا عن سادول بابتسامة ساخرة» لكنهم «استغلوه جيدًا». لاحظ لوجن «ضعف سادول أمام السياسيين المميزين مثل تروتسكي».
على مدى السنوات التالية، ظل سادول معجبًا كبيرًا بتروتسكي، مشيدًا بقدرته الكبيرة على العمل والإنجازات الفكرية. في رأيه، مثّل تروتسكي «الروح الفولاذية» للثورة. كما التقى الكابتن الفرنسي السابق ببلاشفة آخرين بارزين، من بينهم ياكوف سفيردلوف وألكسندرا كولونتاي. يصف كولونتاي بأنها «مغرية»، ويروي أولام أنها تركت سجلات «قلقة» عن علاقتها مع البلشفي «الشرس» بافيل ديبينكو. اهتم سادول بحركة الحب الحر لكولونتاي، مسجلًا انتشار الكوميونات الجنسية، لكن تروتسكي طمأنه بأن هذه «لا ينبغي أن تؤخذ على محمل الجد». تشتمل رسائله الأخرى على مدح وافر للسياسات البلشفية في الثقافة والفن والعلم. نشر أفكاره الحماسية الأخرى حول مثل هذه الموضوعات في عام 1918 تحت عنوان (تحيا الجمهورية السوفيتية!).
خلال تلك الأشهر، رفض سادول العودة وإكمال خدمته في الجيش الفرنسي، مع أنه ادعى لاحقًا أنه لم يتلق أوامره مطلقًا. حل مفوضو الشعب البعثة الفرنسية، لكن سادول بقي في موسكو، تقاسم فيلا مع باسكال (كان مالكها مهندسًا معماريًا مرموقًا). جنبًا إلى جنب مع المنفيين الآخرين، أسسوا المجموعة الشيوعية الفرنسية غير المستقرة سياسيًا. قادها باسكال اسميًا، وكان سادول رسامها الرئيسي.
في أواخر عام 1918، بدأ سادول وباسكال، جنبًا إلى جنب مع إينيسا آرماند ومارسيل بودي، في إصدار الأسبوعية السياسية توازيم أنترناسيونال. بسبب الشح، كانت في الأصل صفحتين فقط لكل إصدار، وطُبعت على ورق التغليف. على الرغم من تقديمه على أنه «عضو في الشيوعية الفرنسية في موسكو»، لكنه لم يكن بلشفيًا بالكامل في أسلوبه. كان الثوري فيكتور سيرج، الذي أمضى وقتًا في حضور جلسات المجموعة الشيوعية، أكثر ميلًا لدعم اللاسلطويين و«المعارضة العمالية» لكولونتاي. وفقًا لما ذكره بودي، كان من بين رسامي الطباعة المناشفة المعارضين لحكومة المفوضين. كما رفض طاقم التحرير نشر الإحصاءات البلشفية الرسمية بعد أن اكتشف باسكال أنها مزيفة. تسببت هذه الترددات في حدوث صدع داخل الجماعة: فقد شكا سادول، الذي حارب من أجل القيادة ضد باسكال، هذا الأخير إلى تشيكا باعتباره منشفيًا وكاثوليكيًا منشقًا.

### مؤتمر الأممية الشيوعية وحلقة أوديسا
في أواخر عام 1918، دخل فيلق استكشافي فرنسي بقيادة لويس فرانشيت ديسبيري أوكرانيا وحاول احتواء الاختراق البلشفي (انظر تدخل جنوب روسيا). أرسلت الحكومة الروسية سادول، الذي كان آنذاك ضابطًا في الجيش الأحمر، في مهمة لنشر الدعاية المناهضة للحرب والتمرد (بما في ذلك تحيا الجمهورية السوفيتية!) بين القوات الفرنسية. أكد القادة الفرنسيون أن تأثير مثل هذا العمل كان منتشرًا ومثيرًا للغضب، مما دفعهم إلى القبض على جين لابورد من المجموعة الشيوعية وإعدامها ردًا على ذلك.
عند عودته إلى موسكو، أصبح سادول منخرطًا بشكل مباشر في الجهود المبذولة لتأسيس الأممية الشيوعية (الكومنترن، أو «الأممية الثالثة»). رحب بالمندوبين الآسيويين في تجمع عام في 5 ديسمبر، وأعرب عن أمله في ثورة اشتراكية في فرنسا، واقترح أن تتولى المجموعة الشيوعية تمثيل المصالح الفرنسية في موسكو. ثم أرسِل مع آخرين لمساعدة الثورة الألمانية المتأثرة بالثورة الروسية، وإنشاء «أكاديميات» بلشفية في برلين وهامبورغ وبريمن. في مارس 1919 كان سادول مؤسسًا مشاركًا للكومنترن، وممثلًا للحزب الشيوعي الفرنسي الذي لم يولد بعد في أول اجتماع للأممية على الإطلاق، وخسر تفويضه في القسم الفرنسي من الأممية العمالية. في خطابه هناك، هاجم القادة الإصلاحيين للاشتراكية الفرنسية، ومن بينهم لونغت، وألفونس ميرهايم، وليون جوو. عمومًا، كان نشاطه ضعيفًا، فهو لم يكن يتحدث الروسية ولا الألمانية (لغتا العمل في الكومنترن).
بعد التأكيد على أنه الزعيم الجديد، أيد هنري جيلبو سادول، الذي استاء مع ذلك من «البونابرتية» واشتكى من تقسيمها للمجموعة الشيوعية. ذكر سيرج أن المجموعة «أصيبت بإحباط كامل» بسبب الصراع بين جيلبو وسادول. يقارن الاثنين كشخصيتين لا يمكن التوفيق بينهما: كان جيلبو «فاشلًا»، بينما جسد سادول «الشخصية الجذابة، والراوي الرائع، والمترف، بالإضافة إلى أنه مهني رائع». في وقت لاحق من ذلك العام، نشر توماس يوميات سادول بواسطة طبعات حورية البحر من باريس، مثل (مذكرات حول الثورة البلشفية) -مع مقدمات كتبها توماس وهنري باربوس. وقد نصح لينين نفسه بالنشر، بعد مصادرة نسخ من رسائل سادول خلال تفتيش المنزل عشوائيًا. ومع ذلك، تلقت المذكرات، والتي اعتبِرت سجل للحياة الروسية في ظل الشيوعية، استجابة باردة في كل من فرنسا وسويسرا.